# پیرولیزیدین
پیرولیزیدین (به انگلیسی: Pyrrolizidine) با فرمول شیمیایی C7H13N یک ترکیب شیمیایی با شناسه پاب‌کم 5362606 است. که جرم مولی آن ۱۱۱٫۱۸ گرم بر مول می‌باشد. 